# Кевин Мартин
Кевин Далас Мартин Млађи (енгл. Kevin Dallas Martin Jr; Зејнсвил, Охајо, 1. фебруар 1983) бивши је амерички кошаркаш. Играо је на позицији бека.